# Microstenothoe ascidiae
Microstenothoe ascidiae är en kräftdjursart. Microstenothoe ascidiae ingår i släktet Microstenothoe och familjen Stenothoidae. Inga underarter finns listade i Catalogue of Life.